# Henri Autran
Pour les articles homonymes, voir Autran.
Henri Autran, né le 23 octobre 1926 et mort le 13 décembre 2007, est un peintre français.